# Andreas Meier (Informatiker)
Andreas Meier (* 9. September 1951 in Basel) ist ein Schweizer Informatiker und emeritierter Hochschullehrer an der Universität Freiburg.

## Biographie
Nach einem Studium an der ETH Zürich, an der er 1977 mit einer Arbeit über Lokalisierung von Gruppen in Bezug auf Homologie bei Beno Eckmann in Mathematik diplomiert wurde, arbeitete er bei IBM Schweiz als Systems Engineer an einem Datenbankprojekt (IMS) in einer Grossbank. Ab 1980 war er als wissenschaftlicher Mitarbeiter in der Datenbankgruppe von Carl August Zehnder an der ETH Zürich für das Forschungsprojekt Flächenbezogene Datenstrukturen verantwortlich. Er reichte seine Dissertation zum Thema Semantisches Datenmodell für flächenbezogene Daten 1982 erfolgreich ein.
Anschliessend arbeitete er in der Industrieberatung. Er war Systemingenieur im IBM-Forschungslabor in San José, Kalifornien, Direktor einer internationalen Bank und Mitglied der Geschäftsleitung einer Versicherungsgesellschaft. Parallel dazu habilitierte sich am Institut für Informatik. Später war er Professor und Leiter des Kompetenzzentrums E-Business an der Fachhochschule Olten. 1999 erfolgte die Berufung zum ordentlichen Professor für Wirtschaftsinformatik an der wirtschaftswissenschaftlichen Fakultät der Universität Freiburg. Zu seinen prominenten Schülern und Doktoranden gehören Daniel Risch und Edy Portmann.
Andreas Meier ist Mitglied der GI (Gesellschaft für Informatik), der IEEE Computer Society und der ACM. Er ist Mitglied des Redaktionsausschusses des International Journal of Fuzzy Computing and Modelling, Gründungspräsident der Stiftung FMsquare, Mitglied des Editorial Board der Zeitschrift HMD. Praxis der Wirtschaftsinformatik. 2018 wurde Andreas Meier emeritiert.
Seit seiner Emeritierung widmet sich Andreas Meier unter anderem seinem Hobby der Konkreten Poesie.

## Veröffentlichungen
- eDemocracy & eGovernment. Springer, 2012, ISBN 978-3-642-24494-0.
- mit Daniel Fasel: Big Data. Springer Vieweg, 2016, ISBN 978-3-658-11589-0.
- mit Edy Portmann: Smart City. Springer Vieweg, 2016, ISBN 978-3-658-15617-6.
- mit Michael Kaufmann: SQL- & NoSQL Datenbanken. Springer Vieweg, 2016, ISBN 978-3-662-47664-2.
- mit Edy Portmann: Fuzzy Management. Springer Vieweg, 2019, ISBN 978-3-658-26036-1.
- M. Kaufmann, A. Meier, K. Stoffel: IFC-Filter – Membership Function Generation for Inductive Fuzzy Classification. In: Expert Systems with Applications. Band 42, Nr. 21, 30. November 2015, S. 8369–8379.
- E. Portmann, A. Meier, Ph. Cudré-Mauroux, W. Pedrycz: FORA – A Fuzzy Set Based Framework for Online Reputation Management. Fuzzy. In: Sets and Systems. Band 269, Juni 2015, S. 90–114.
- A. Meier, N. Werro: A Fuzzy Classification Model for Online Customers. In: Informatica – International Journal of Computing and Informatics. Band 31, Juli 2007.
- A. Meier, R. Dippold, J. Mercerat, A. Muriset, J.-C. Untersinger, R. Eckerlin, F. Ferrara: Hierarchical to Relational Database Migration. IEEE Software, Vol. 11, No. 3, 1994, S. 21–27.
- A. Meier, M. Ilg: Consistent Operations on a Spatial Data Structure. In: IEEE Transactions on Pattern Analysis and Machine Intelligence. Vol. 8, No. 4, 1986, S. 532–538.